# Grube Blücher
Die Grube Blücher ist eine ehemalige Buntmetallerz-Grube des Bensberger Erzreviers in Bergisch Gladbach. Bei dem Gelände handelt es sich um einen Ort im Stadtteil Herkenrath von Bergisch Gladbach. Der Hauptbetriebspunkt war im Bereich der heutigen Ortschaft Grube Blücher in der Umgebung des Naturfreundehauses Hardt.

## Geschichte
Zu Beginn des 19. Jahrhunderts wurde es technisch möglich, Zinkerz in hochwertiges Metall zu verwandeln. Daraufhin brach im Bensberger Erzrevier ein wahrer Zinkrausch aus. Ein C. de Buhsy mutete für einen Henri Obert am 28. Juli 1847 das Grubenfeld Blücher am Gebirge Hardt an der so genannten Steinernen Wand und westlich von Forsthaus Hardt bei Bensberg. Das erklärt, warum die Grube Blücher im Volksmund  „Steinewand“ hieß. Die Verleihung erfolgte am 28. Juni 1850 mit dem Namen Blücher. Unter fast identischen Umständen wurde mit den gleichen Daten die unmittelbar benachbarte Mutung und spätere Grube Napoleon verliehen. Die Verleihungen erfolgten jeweils auf Blei-, Zink- und Kupfererze. Für beide Zechen wurde am 24. Januar 1855 unter dem Namen Blücher eine gemeinsame Verleihungsurkunde auf Blei- und Zinkerze erteilt, die am 27. Juli 1855 auf Kupfererze und Schwefelkies erweitert wurde. Die Förderung von Kupfererz und Schwefelkies blieb aber wirtschaftlich bedeutungslos.
Immer war man darauf bedacht, in der Nachbarschaft liegende Grubenfelder hinzu zu erwerben, um einen dauerhaften Betrieb zu sichern. Man konsolidierte aus diesem Grunde am 18. November 1862 mit den östlich angrenzenden Gruben Katzbach und Wahlstatt I. Die Grube Katzbach war am 5. Januar 1858 auf Blei-, Kupfer- und Zinkerze verliehen worden, die Grube Wahlstatt I am 30. Juli 1861 auf Zink-, Blei-, Kupfer- und Eisenerze sowie auf Schwefelkies.
Zu einer weiteren Konsolidierung kam es unter dem gemeinsamen Namen Blücher am 5. Februar 1869 mit den Gruben:
1. Blücher II, Verleihungsdatum unbekannt, auf Blei-, Zink- und Kupfererze,
2. Blücher III, verliehen am 14. Januar 1867 auf Blei-, Kupfererze und Schwefelkies,
3. Blücher IV, verliehen am 21. August 1868 auf Blei- und Zinkerze,
4. Caesar, verliehen am 6. Juli 1860 auf Blei- und Zinkerze,
5. Gérard, verliehen am 10. März 1853 auf Blei- und Zinkerze,
6. Galvani, verliehen am 17. Juli 1859 auf Blei- und Zinkerze,
7. Madonna, verliehen am 24. Januar 1855 auf Blei- und Zinkerze,
8. Norma, vormals Mutung Eduard, verliehen am 20. April 1854 auf Blei- und Zinkerze,
9. Norma II, verliehen am 1. September 1868 auf Blei- und Zinkerze.[1]

## Betrieb und Anlagen

### Der Tiefbau
Spuren von Altbergbau, die möglicherweise aus der Zeit des Mittelalters oder noch früher stammten, gaben den Prospektoren auf der Suche nach Metallerzlagerstätten den Hinweis auf Erzvorkommen. Zum Nachweis der Bauwürdigkeit hat man bereits 1847 mit den ersten Bergbautätigkeiten in den Grubenfeldern Blücher und Katzbach begonnen. Seit dem Jahr 1850 kann man nach der Verleihung des Bergeigentums von regelrechtem Bergbau ausgehen. Genaues ist darüber allerdings nicht bekannt.
Nachdem der Betrieb auf den verschiedenen Betriebspunkten der Grube Blücher in den 50er Jahren des 19. Jahrhunderts begonnen hatte, erzielte man in der Folgezeit gute Ergebnisse im Tiefbau. Die wichtigsten Aus- und Vorrichtungsarbeiten wurden hauptsächlich auf der 40-m- und auf der 70-m-Sohle betrieben. Die guten Betriebsergebnisse hielten an, so dass die Grube Blücher zu einer der ertragreichsten Gruben des Erzreviers Bensberg wurde. 1864 teufte man den Maschinenschacht, genannt Ludwigschacht, weiter ab und setzte in 100 m Teufe eine neue Sohle an. Gleichzeitig vertiefte man den Bartholdschacht im ehemals selbständigen Feld Katzbach, um diesen mit der 40-m-Sohle der Grube Blücher durchschlägig zu machen. Der 100-m-Sohle folgte 1870 die 140-m-Sohle, doch musste man sehr bald feststellen, dass die Förderung ständig zurückging.
Diese negative Entwicklung hatte nachvollziehbare Ursachen. Der Rheinische Bergwerks Actien-Verein Saturn als Bergwerksbetreiber war offensichtlich in hohem Maße daran interessiert, ein möglichst großes Quantum Erz zu geringsten Selbstkosten zu gewinnen. Eine solide Bewirtschaftung der Grube mit Aus- und Vorrichtungsarbeiten, die eine ausreichende Erzreserve ermöglicht hätten, war Nebensache. Man betrieb Raubbau, indem man sich lediglich mit einer geringen Belegschaft auf die mächtigen und guten Erzlager konzentrierte. Das solchermaßen geplünderte Grubenfeld ging 1884 in das Eigentum der Rheinisch-Nassauischen Bergwerks- und Hütten-Aktiengesellschaft in Stolberg über. Man betrieb den Bergbau jetzt sorgfältiger, musste aber schon 1888 erkennen, dass die Erzführung unterhalb der inzwischen eingerichteten 160-m-Sohle verrauhte.

### Die Aufbereitungsanlage
In dem gemeinsamen Zechenbuch für die Zechen Blücher und Napoleon befindet sich die Abschrift einer Conzeßions-Urkunde vom 6. März 1855 über die Anlage einer Erz-Aufbereitungs-Anstalt für die Bergwerke Blücher und Napoleon bei Bensberg am Gefälle des Hölzerbachs (dieser mündet später in den Lerbach). Schon bald musste die Aufbereitung erweitert werden. In diesem Zusammenhang verlagert man sie insgesamt bergauf in die Nähe des Ludwigschachts (siehe Foto).

### Das Ende der Grube Blücher
Für das Jahr 1892 heißt es in den statistischen Nachweisen, dass man die Sicherheitspfeiler und Erzreste abgebaut habe. Man hätte keine Neuaufschlüsse mehr zu erwarten gehabt. Die einst bedeutende Grube Blücher ist dann im Jahre 1893 stillgelegt worden.
Immer wieder hat man versucht, den Bergbau fortzuführen. So gab es 1897 und 1904 Versuchsarbeiten im Grubenfeld Norma, die aber zu keinen Ergebnissen führten. In den 1930er und 1940er Jahren bis fast zum Kriegsende wurden die Schlammrückstände aus den Klärteichen mit Kipploren herausgeholt und zur Gewinnung der darin noch befindlichen Erze mit LKW zu der Grube Weiß transportiert, um dort in der Flotation verarbeitet zu werden. Das wiederholte man, indem man Anfang der 1950er Jahre mit den Waschhalden der Erzaufbereitung westlich des Ludwigschachtes ebenso verfuhr.

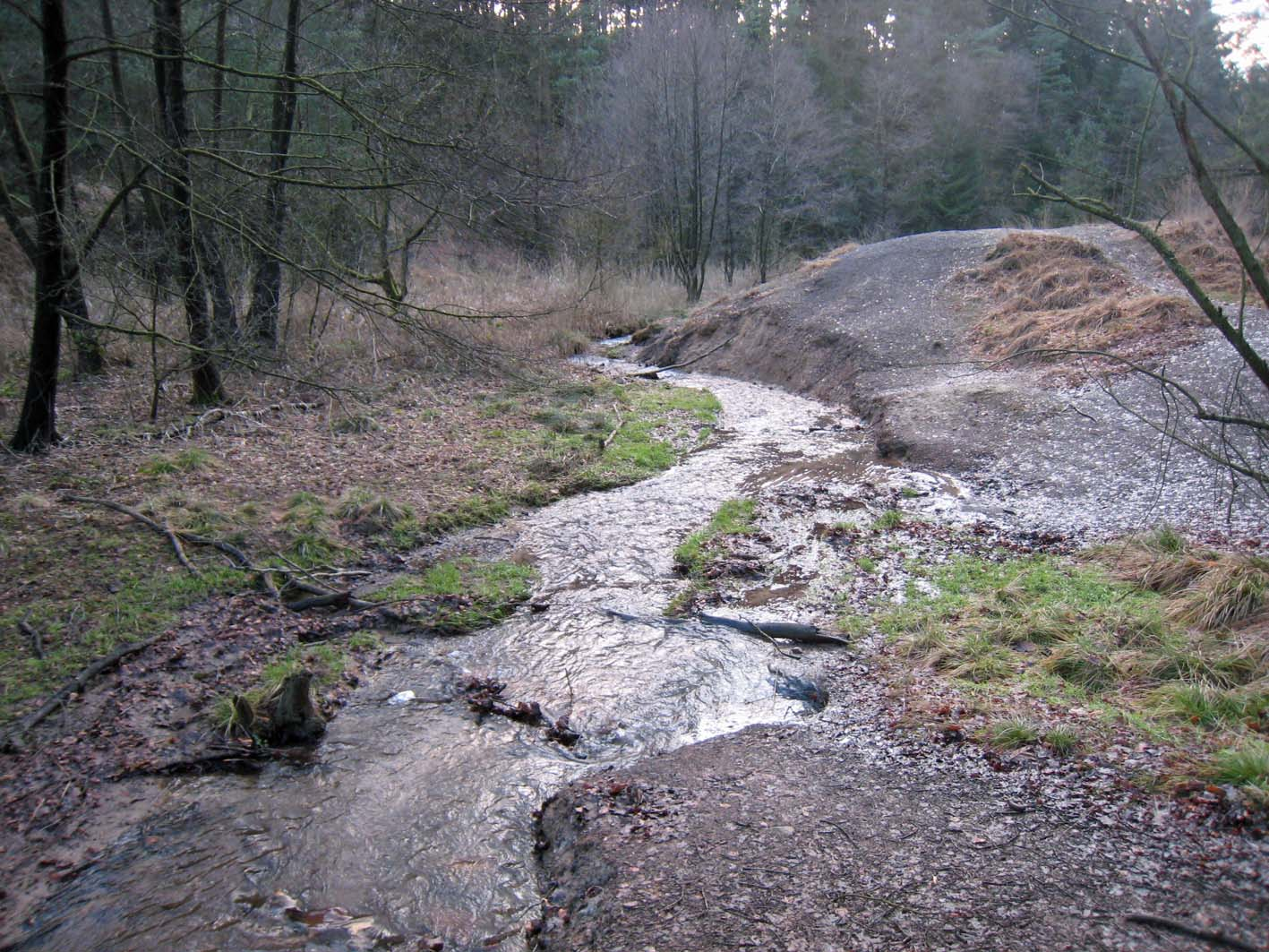
Haldenrückstände von der ehemaligen Aufbereitungsanlage, durch die der Lerbach fließt.

## Bodendenkmal Grube Blücher
Laut Ausführungen des Amtes für Bodendenkmalpflege sind die Bergleute bei der Aufwältigung des Tiefen Napoleonstollens auf alte Stollen und Baue getroffen, die bereits im Mittelalter ohne Pulver mit Schlägel und Eisen in den Berg gearbeitet waren. Sie reichten bis zu einer Teufe von 45 Metern. 
Sämtliche an der Oberfläche erhaltenen bergbaulichen Relikte der Grube Blücher wurden am 1. Oktober 1997 unter Nr. 14 in die Liste der Bodendenkmäler in Bergisch Gladbach eingetragen.

## Siehe auch

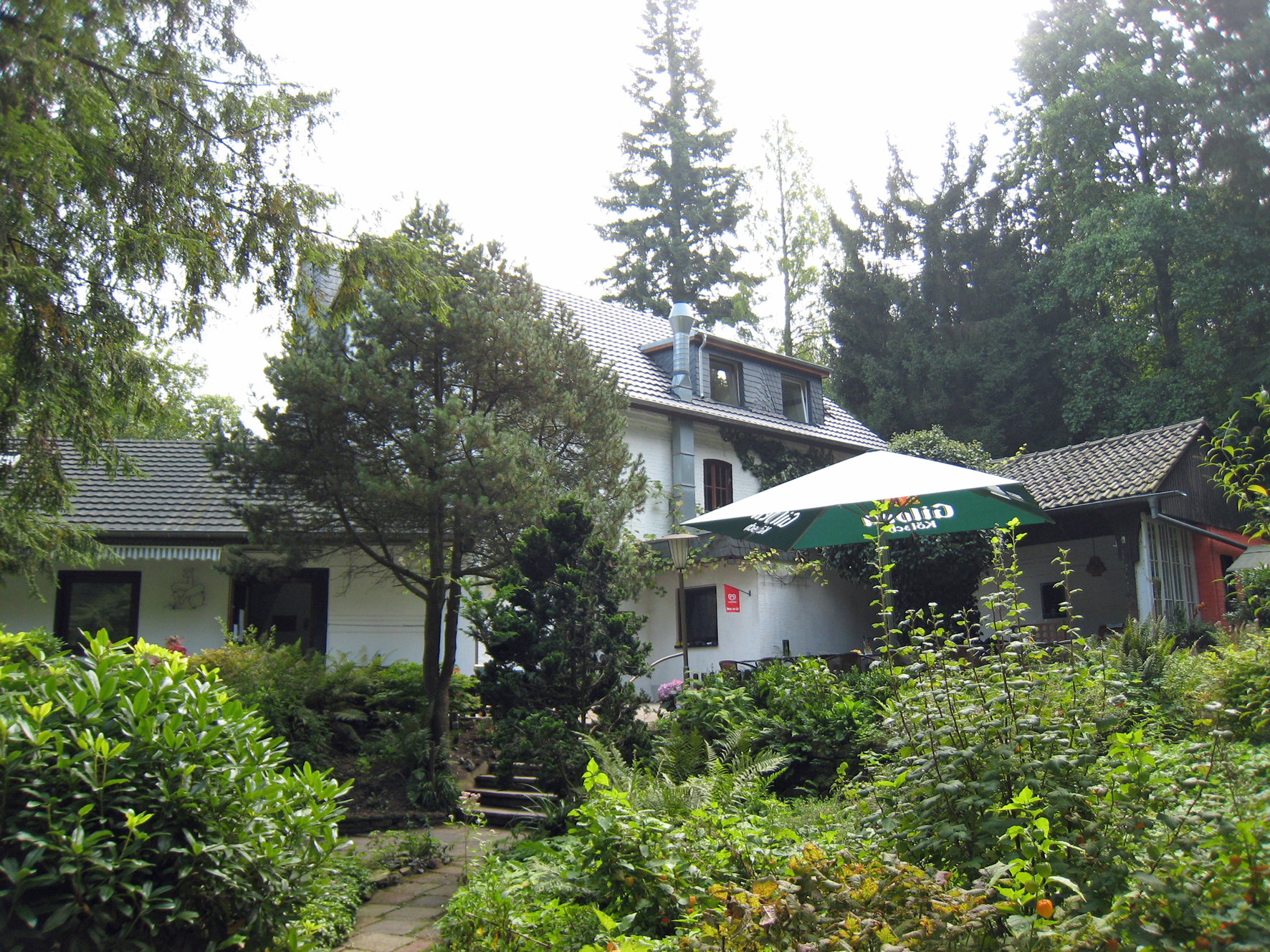
Naturfreundehaus Hardt 2014

## Naturfreundehaus
Nach der Schließung der Grube Blücher wurden die Wohngebäude weiter benutzt. Seitdem ist die Grube Blücher ein Ortsteil von Herkenrath. Die Naturfreunde waren 1933 als Verein verboten und enteignet worden. Nachdem der Verein 1946 wieder entstanden war, kämpfte man jahrelang um Wiedergutmachung und erhielt 1958 ein Grundstück mit aufstehendem Haus im Walde bei Bensberg-Herkenrath zugesprochen. Dabei handelte es sich um das ehemalige Steigerhaus der Grube Blücher. Nach Umbauten und Restaurierungen eröffnete man 1960 das Naturfreundehaus Haus Hardt.